# العدو اللدود (المرآة السوداء)
"العدو اللدود" (Bête Noire) هي الحلقة الثانية في الموسم السابع من سلسلة الخيال العلمي المرآة السوداء كتبها مبتكر السلسلة ومديرها تشارلي بروكر، وأخرجها توبي هاينز، وعُرضت لأول مرة على نتفليكس في 10 أبريل 2025، مع بقية حلقات الموسم السابع.

## القصة
تعمل ماريا في قسم البحث والتطوير في شركة لصناعة الشوكولاتة، حيث تبتكر وصفات جديدة. خلال جلسة اختبار تذوق لمجموعة تركيز لأحدث منتجاتها، وهي لوح شوكولاتة محشو بالميسو، تصل إحدى المشاركات، فيريتي، متأخرة، ويبدو أنها تقنع قائد المجموعة بأنها جزء منها. يصف المختبرون الآخرون فكرة ماريا بأنها مقززة، لكن عندما تعلن فيريتي أن الطعم جيد، يوافق بقية المجموعة معها.
تلحق فيريتي بماريا وتتعرف عليها كزميلة سابقة من المدرسة، وتخبرها أنها تتقدم لوظيفة في الشركة، رغم اعتقاد ماريا أنه لا توجد وظائف شاغرة. في اليوم التالي، تُوظَّف فيريتي وسرعان ما تُشاد بها ضمن الفريق. تجد ماريا أن عملها قد تَغيَّر بطريقة ما، مما يضر بسمعتها، إلى جانب تغييرات صغيرة أخرى تجعلها تشكك في ذاكرتها. تواجه ماريا فيريتي في المكتب، وتتذكر الآن أن فيريتي كانت فتاة استُهزئ بها في المدرسة بسبب ضعف مهاراتها الاجتماعية، وكانت محور شائعات بأنها قدمت خدمات جنسية لمعلم، مما أدى إلى تلقيبها بـ"الحالوبة" (Milkmaid). تحاول ماريا فهم كيف تغيرت شخصية فيريتي. تحدث تغييرات إضافية فيما تعتقد ماريا أنه واقعها، وتصبح مقتنعة بأن فيريتي هي المسؤولة.
في المكتب، بينما يكون معظم الموظفين خارجين، تواجه ماريا فيريتي عما تفعله. تنكر فيريتي أي ذنب، لكن قبل عودة الموظفين، تشرب فيريتي علبة حليب لوز تخص موظفًا آخر. عندما يكتشف هذا الموظف العلبة الفارغة، تُعتبر ماريا المشتبه بها الرئيسية. تقترح ماريا مراجعة تسجيلات كاميرات المكتب، لكن التسجيلات تُظهر أن ماريا هي من شربت الحليب. تدافع ماريا عن نفسها محذرة الجميع من حساسيتها تجاه المكسرات، لكن لا أحد، ولا حتى بحث على الإنترنت، يعرف مصطلح "حساسية المكسرات". مقتنعة بأن فيريتي هي المخطئة، تهاجمها ماريا، مما يؤدي إلى طردها من عملها.
في تلك الليلة، تتسلل ماريا إلى منزل فيريتي، حيث تكتشف عدة حواسيب خارقة وقلادة تعرفها كانت فيريتي ترتديها. عندما تكتشف فيريتي وجود ماريا، تشرح أنها، بعد المدرسة، أصبحت خبيرة برمجة، وطورت حاسوبًا كموميًا في منزلها، وتستخدم تلك القلادة للتحكم بالحاسوب لنقلها إلى واقعيات مختلفة حيث يكون ما تقوله فيريتي هو الحقيقة؛ وهذا انتقامًا مما فعلته ماريا بها في المدرسة، حيث كانت ماريا هي من بدأت الشائعات. تحاول ماريا مهاجمة فيريتي، لكن فيريتي تغير الواقع لتجعل الشرطة تصل لإيقاف ماريا واعتقالها. قبل أن يتمكنوا من تقييدها، تسحب ماريا مسدسًا من أحد الشرطيين، تقتل فيريتي، ثم تضع القلادة في يدي فيريتي وتقول إن القلادة تعمل لصالحها الآن. تكتشف ماريا أنها أصبحت تتحكم في تغيير الواقع، وبعد إقناع الشرطة بأن فيريتي هي المعتدية، تغير الواقع عدة مرات حتى تعلن نفسها إمبراطورة الكون.
الحلقة في معظمها دراما نفسية تنتهي بلمسة خيال علمي. الموضوع الأساسي في الحلقة هو التلاعب بالرواية والواقع، وهو ما أشار إليه تشارلي بروكر وبعض النقاد بمصطلح "التلاعب بالعقول" (gaslighting).

## الإنتاج
"العدو اللدود" (Bête Noire) هو مصطلح فرنسي يعني شيئًا مكروهًا أو يُفضل تجنبه. قال بروكر إنه في نسخة سابقة من السيناريو، استخدمت فيريتي خاتمًا بدلاً من قلادة، وكان عنوان الحلقة "خاتم الحقيقة" (Ring of Truth). لكنه تخلى عن هذا العنوان لأنه شعر أنه "مباشر جدًا".